# ジョージ・ジャクソン (ボブ・ディランの曲)
「ジョージ・ジャクソン」（George Jackson）は、ボブ・ディランが作詞・作曲・歌唱し、1971年11月にシングルとしてリリースされた楽曲。ビルボードで33位を記録した。

## ジョージ・ジャクソン
ジョージ・ジャクソンは、黒人の急進派政治組織ブラックパンサー党の指導者の一人で、1971年8月21日サン・クエンティン州立刑務所より脱獄を試み、警備員により銃殺された。9月9日に起こった「アッティカ刑務所暴動」は、ジャクソン射殺が引き金になったと考えられている。

## 収録レコード

### シングル
- George Jackson (Big Band Version)/George Jackson (Acoustic Version)（1971年11月12日、Columbia 4-45516）
  - 日本盤　ジョージ・ジャクソン（ビッグ・バンド・バージョン）／ジョージ・ジャクソン（アコースティック・バージョン）（1972年、CBSソニー、SOPA-1）

### アルバム
ビッグ・バンド・バージョン
- 『傑作』（1978年）
- 『Gold Disc』日本編集

アコースティック・バージョン
- 『エッセンシャル・ボブ・ディラン』（2000年）
ツアーエディションのボーナスディスク

iTunes では、両バージョンとも Bob Dylan: The Collection に収録されている。

## 参加ミュージシャン
ビッグ・バンド・バージョン
- ボブ・ディラン - ギター、ハーモニカ、ボーカル
- Kenneth Buttrey - ドラムス
- Ben Keith - スティール・ギター
- レオン・ラッセル - ベース
- Joshie Armstead - バック・ボーカル
- Rosie Hicks - バック・ボーカル

アコースティック・バージョン
- ボブ・ディラン - ギター、ハーモニカ、ボーカル